# Schefflera gracillima
Schefflera gracillima är en araliaväxtart som beskrevs av Julian Alfred Steyermark och Bassett Maguire. Schefflera gracillima ingår i släktet Schefflera och familjen araliaväxter. Inga underarter finns listade.